# Ana Recio Harvey
Ana Recio Harvey es una empresaria y activista mexicana, actual Presidenta y directora general de la Cámara de Comercio Hispana del Gran Washington (GWHCC). Parte de su trabajo en el gobierno de los Estados Unidos consiste en coordinar e implementar iniciativas para la agencia de Administración de Pequeños Negocios en Washington para beneficiar a las pequeñas empresas propiedad de mujeres, ofreciéndoles contratos del gobierno federal. En enero de 2015 fue nombrada Directora en Funciones del Departamento de Desarrollo de Pequeñas Empresas Locales del Distrito de Columbia (DSLBD). Harvey es la fundadora de la empresa de comunicaciones multilingües Syntaxis.

## Carrera

### Inicios
Harvey nació en la Ciudad de México. Comenzó su carrera como consultora de traducción en 1991. En el año 2000 fundó Syntaxis, una empresa de comunicaciones multilingües con varios clientes de la lista Fortune 500, entre los que se incluyen empresas, agencias gubernamentales y organizaciones sin ánimo de lucro. Syntaxis pasó de ser una agencia de traducción entre los idiomas inglés y español a ofrecer traducciones a más de veinte idiomas.
A partir de su carrera como empresaria traductora, comenzó a trabajar como voluntaria en numerosas organizaciones en la Ciudad de México, lo que la llevó a ser nombrada Directora de Programas Latinos para la empresa Cultural Tourism DC. El puesto la llevó a forjar una relación de trabajo con organizaciones comunitarias en el área metropolitana de Washington.

### Activismo
En 2007 fue nombrada Presidenta y directora general de la Cámara de Comercio Hispana del Gran Washington, y forma parte de la junta directiva de la Asociación Económica de Washington D. C. (WDCEP). Parte de su trabajo consiste en coordinar e implementar iniciativas para la agencia Administración de Pequeños Negocios (SBA), con el fin de otorgar beneficios a las pequeñas empresas fundadas por mujeres, ofreciéndoles contratos del gobierno federal. Su trabajo a menudo beneficia a mujeres, hispanos, afroamericanos y otras minorías étnicas, además de cubrir zonas rurales de los Estados Unidos. En enero de 2015 fue nombrada Directora Interina del Departamento de Desarrollo de Pequeñas Empresas Locales del Distrito de Columbia (DSLBD). En septiembre de 2015 recibió un premio Ohtli del gobierno mexicano por su servicio a la comunidad latina en los Estados Unidos.